# Seznam irskih prejemnikov Viktorijinega križca
Seznam irskih prejemnikov Viktorijinega križca.

## A
- James William Adams - 1879; Killa Kazi, Afganistan
- Augustine William Shelton Agar - 1919; Kronstadt, Rusija
- Ernest Wright Alexander - 1914; Elouges, Belgija
- John Alexander - 1855; Sebastopol, Krim
- Charles Anderson - 1858; Sundeela Oudh, Indija
- Fenton John Aylmer - 1891; Nilt Fort, Indija

## B
- John Barry - 1901; Monument Hill, Južna Afrika
- David Bell - 1867; Little Andaman, Indija
- Eric Norman Frankland Bell - 1916; Thiepval, Francija
- Lord William Leslie de la Poer Beresford - 1879; Ulundi, Južna Afrika
- James Bergin - 1868; Magdala, Abisinija (današnja Etiopija)
- The Hon. Edward Barry Stewart Bingham - 1916; bitka za Jutland, Danska
- Abraham Boulger - 1857; Lucknow, Indija
- George Arthur Boyd-Rochfort - 1915; Cambrin, Francija
- Joseph Bradshaw - 1855; Woronzoff Road, Krim
- William Bradshaw - 1857; Lucknow, Indija
- Hugh Talbot Burgoyne - 1855; Azovsko morje, Krim
- James Byrne - 1858; Jhansi, Indija
- John Byrne - 1854; Bitka za Inkerman, Krim
- Thomas Byrne - 1898; Bitka za Kartum, Sudan

## C
- John Caffrey - 1915; La Brique, Francija
- Daniel Cambridge - 1855; Sebastopol, Krim
- Patrick Carlin - 1858; Azumgurh, Indija
- Alexander Stanhope Cobbe - 1902; Erego, Somaliland (zdaj Somalija)
- William Coffey - 1855; Sebastopol, Krim
- Nevill Josiah Aylmer Coghill - 1879; Bitka za Isandhlwano, Južna Afrika
- John Connors - 1855; Sebastopol, Krim
- John Augustus Conolly - 1854; Sebastopol, Krim
- William Cosgrove - 1915; Galipoli, Turčija
- Cornelius Coughlan - 1857; Delhi, Indija
- O'Moore Creagh - 1879; Kam Dakka, Afganistan
- Thomas Joseph Crean - 1901; Tygerkloof Spruit, Južna Afrika
- John Crimmin - 1889; Lwekaw, Burma (zdaj Mjanmar)
- John Cunningham - 1917; Bois-en-Hache, Francija

## D
- John Danaher (oz. Danagher) - 1881; Elandsfontein, Južna Afrika
- Maurice James Dease - 1914; Mons, Belgija
- Denis Dempsey - 1857; Lucknow, Indija
- Bernard Diamond - 1857; Bolandshahr, Indija
- John Divane - 1857; Delhi, Indija
- Patrick Donohoe - 1857; Bolandshahr, Indija
- John Doogan - 1881; Laing's Nek, Južna Afrika
- William Dowling - 1857; Lucknow, Indija
- Martin Doyle - 1918; Reincourt, Francija
- James Duffy - 1917; Kereina Peak, Palestina
- Thomas Duffy - 1857; Lucknow, Indija
- John Dunlay (oz. Dunley, oz. Dunlea) - 1857; Lucknow, Indija
- John Spencer Dunville - 1917; Epehy, Francija
- Denis Dynon - 1857; Chota Behar, Indija

## E
- Frederick Jeremiah Edwards - 1916; Thiepval, Francija
- James Samuel Emerson - 1917; La Vacquerie, Francija
- Harold Marcus Ervine-Andrews - 1940; Dunkirk, Francija
- Thomas Esmonde - 1855; Sebastopol, Krim
- William John English - 1901; Vlakfontein, Južna Afrika

## F
- John Farrell - 1854; Balaclava, Krim
- Edward Stephen Fogarty Fegen - 1940; Atlantik
- Charles Fitzclarence - 1899; Mafeking, Južna Afrika
- Richard Fitzgerald - 1857; Bolandshahr, Indija
- Andrew Fitzgibbon - 1860; Taku Forts, Kitajska
- Francis Fitzpatrick - 1879; Sekukuni's Town, Južna Afrika
- Thomas Flinn - 1857; Cawnpore, Indija
- George Forrest - 1857; Delhi, Indija
- Edmund John Fowler - 1879; Zlobane Mountain, Južna Afrika

## G
- George Gardiner - 1855; Sebastopol, Krim
- Donald Edward Garland - 1940; Albert Canal, Belgija
- Stephen Garvin - 1857; Delhi, Indija
- Peter Gill - 1857; Benares, Indija
- Henry George Gore-Browne - 1857; Lucknow, Indija
- Charles John Stanley Gough - 1857; Khurkowdah, Indija
- Hugh Henry Gough - 1857; Alumbagh, Indija
- John Edmund Gough - 1903; Daratoleh, Somaliland (now Somalia)
- Thomas Grady - 1854; Sebastopol, Krim
- Patrick Graham - 1857; Lucknow, Indija
- Peter Grant - 1857; Lucknow, Indija
- Patrick Green - 1857; Delhi, Indija
- William Griffiths - 1867; Little Andaman, Indija

## H
- Thomas Bernard Hackett - 1857; Lucknow, Indija
- Thomas de Courcy Hamilton - 1855; Sebastopol, Krim
- Walter Richard Pollock Hamilton - 1879; Futtehabad, Afganistan
- John Harrison - 1857; Lucknow, Indija
- Reginald Clare Hart - 1879; Bazar Valley, Afganistan
- Henry Hartigan - 1857; Battle of Badle-ke-Serai, Indija
- Robert Hawthorne - 1857; Delhi, Indija
- Samuel Hill - 1857; Lucknow, Indija
- John Vincent Holland - 1916; Guillemont, Francija
- Thomas Hughes - 1916; Guillemont, Francija

## I
- Charles Irwin - 1857; Lucknow, Indija

## J
- James Joseph Bernard Jackman - 1941; Tobruk, Libija
- Edward Jennings - 1857; Lucknow, Indija
- Robert Johnston - 1899; Bitka za Elandslaagte, Južna Afrika
- Henry Mitchell Jones - 1855; Sebastopol, Krim

## K
- Thomas Henry Kavanagh - 1857; Lucknow, Indija
- Richard Harte Keatinge - 1858; Chundairee, Indija
- Henry Kelly - 1916; Le Sars, Francija
- William Keneally - 1915; Gallipoli, Turčija
- Paul Aloysius Kenna - 1898; Bitka za Kartum, Sudan
- Henry Edward Kenny - 1915; Loos, Francija
- William Kenny - 1914; Ypres, Belgija
- William David Kenny - 1920; Kot Kai, Indija

## L
- George Lambert - 1857; Oonao, Indija
- Thomas Lane - 1860; Taku Forts, Kitajska
- Thomas Laughnan - 1857; Lucknow, Indija
- Samuel Hill Lawrence - 1857; Lucknow, Indija
- Edward Pemberton Leach - 1879; Maidanah, Afganistan
- William Knox Leet - 1879; Inhlobana, Južna Afrika
- William James Lendrim - 1855; Sebastopol, Krim
- Owen Edward Pennefather Lloyd - 1893; Fort Sima, Burma (zdaj Mjanmar)
- David Samuel Anthony Lord - 1944; Arnhem, Nizozemska
- Charles Davis Lucas - 1854; Åland Islands, Finska
- John Lucas - 1861; Nova Zelandija
- John Lyons - 1855; Sebastopol, Krim
- Harry Hammon Lyster - 1858; Calpee, Indija

## M
- Ambrose Madden - 1854; Little Inkerman, Krim
- James Joseph Magennis - 1945; Johore Straits, Singapore
- Michael Magner - 1868; Magdala, Abisinija (zdaj Etiopija)
- Patrick Mahoney - 1857; Mungulwar, Indija
- William George Nicholas Manley - 1864; Tauranga, Nova Zelandija
- James Edward Ignatius Masterson - 1900; Ladysmith, Južna Afrika
- Frederick Francis Maude - 1855; Sebastopol, Krim
- Charles McCorrie (or McCurry) - 1855; Sebastopol, Krim
- James Thomas Byford McCudden - 1917; Francija
- William Frederick McFadzean - 1916; Thiepval Wood, Francija
- John McGovern - 1857; Delhi, Indija
- James McGuire - 1857; Delhi, Indija
- Patrick McHale - 1857; Lucknow, Indija
- Peter McManus - 1857; Lucknow, Indija
- Valentine Munbee McMaster - 1857; Lucknow, Indija
- Bernard McQuirt - 1858; Rowa, Indija
- William McWheeney - 1854; Sebastopol, Krim
- Martin Moffat - 1918; Ledeghem, Belgija
- Arthur Thomas Moore - 1857; Bitka za Khoosh-ab, Perzija (zdaj Iran)
- Hans Garrett Moore - 1877; Komgha, Južna Afrika
- Robert Morrow - 1915; Messines, Belgija
- John Moyney - 1917; Broembeek, Belgija
- Andrew Moynihan - 1855; Sebastopol, Krim
- Patrick Mullane - 1880; Maiwand, Afganistan
- Michael Murphy - 1858; Azumgurh, Indija
- Thomas Murphy - 1867; Little Andaman, Indija
- James Murray - 1881; Elandsfontein, Južna Afrika
- John Murray - 1864; Tauranga, Nova Zelandija
- Patrick Mylott - 1857; Lucknow, Indija

## N
- William Nash - 1858; Lucknow, Indija
- David Nelson - 1914; Nery, Francija
- George Edward Nurse - 1899; Bitka za Kolenso, Južna Afrika

## O
- Luke O'Connor - 1854; Bitka za Almo, Krim
- Timothy O'Hea - 1866; Danville, Kanada
- William Olpherts - 1857; Lucknow, Indija
- Gerald Robert O'Sullivan - 1915; Galipoli, Turčija
- James Owens - 1854; Sebastopol, Krim

## P
- John Park - 1854; Bitka za Almo, Krim
- James Pearson - 1858; Jhansi, Indija
- Dighton MacNaghton Probyn - 1857; Bitka za Agro, Indija
- Joseph Prosser - 1855; Sebastopol, Krim
- John Purcell - 1857; Delhi, Indija

## Q
- Robert Quigg - 1916; Hamel, Francija

## R
- Claude Raymond - 1945; Talaku, Burma (zdaj Mjanmar)
- Hamilton Lyster Reed - 1899; Bitka za Kolenso, Južna Afrika
- James Henry Reynolds - 1879; Rorke's Drift, Južna Afrika
- George Richardson - 1859; Kewane Trans-Gogra, Indija
- Richard Kirby Ridgeway - 1879; Konoma, Indija
- Frederick Hugh Sherston Roberts (The Hon.) - 1899; Bitka za Kolenso, Južna Afrika
- Frederick Sleigh Roberts - 1858; Khodagunge, Indija
- Clement Robertson - 1917; Zonnebeke, Belgija
- Patrick Roddy - 1858; Kuthirga, Indija
- Robert Montresor Rogers - 1860; Taku Forts, Kitajska
- John Ryan - 1857; Lucknow, Indija
- John Ryan - 1863; Cameron Town, Nova Zelandija
- Miles Ryan - 1857; Delhi, Indija

## S
- Robert Scott - 1900; Caesar's Camp, Južna Afrika
- John Sinnott - 1857; Lucknow, Indija
- Michael Sleavon - 1858; Jhansi, Indija
- Frederick Augustus Smith - 1864; Tauranga, Nova Zelandija
- Philip Smith - 1855; Sebastopol, Krim
- James Somers - 1915; Galipoli, Turčija
- Dudley Stagpoole - 1863; Poutoko, Nova Zelandija
- John Sullivan - 1855; Sebastopol, Krim

## T
- William Temple - 1863; Rangiriri, Nova Zelandija
- James Travers - 1857; Indore, Indija
- William Bernard Traynor - 1901; Bothwell Camp, Južna Afrika

## W
- Mark Walker - 1854; Inkerman, Krim
- Joseph Ward - 1858; Gwalior, Indija
- Frederick Whirlpool - 1858; Jhansi, Indija
- George Stuart White - 1879; Charasiah, Afganistan
- Alexander Wright - 1855; Sebastopol, Krim

## Y
- Alexander Young - 1901; Ruiterskraal, Južna Afrika